# Ataenius brevicollis
Ataenius brevicollis är en skalbaggsart som beskrevs av Thomas Vernon Wollaston 1854. Ataenius brevicollis ingår i släktet Ataenius och familjen Aphodiidae. Inga underarter finns listade.